# Zisurrû
Zisurrû significa “ círculo mágico desenhado com farinha ”,  e com a inscrição ZÌ-SUR-RA -a , era um meio antigo da Mesopotâmia de delinear, purificar e proteger do mal pelo fechamento de um espaço ritual em um círculo de farinha. Envolvia desenhos rituais com uma variedade de cereais em pó para combater diferentes ameaças e é acompanhado pela glosa : SAG.BA SAG.BA , acadiano : māmīt māmīt , a maldição de um juramento quebrado, no Manual dos Exorcistas , onde se refere a um ritual específico em duas tabuinhas, a primeira das quais ainda existe. 

## O Ritual
O zisurrû é uma palavra derivada do sumério, em última análise, foi usado como uma medida defensiva e desenhado no chão em torno de estatuetas profiláticas como parte de um ritual babilônico para impedir espíritos malignos, em torno da cama de um paciente para proteger contra fantasmas ou demônios da mesma maneira em que tigelas frustram demônios e maldições, ou como um componente de outro ritual elaborado. Era um componente do Ritual e Oração de Encantamento contra a Doença Induzida por Fantasmas: Šamaš , e também o ritual Mîs-pî. Na tábua ritual do Maqlûsérie de encantamentos, ele instrui "Depois disso, você circunda a cama com pasta de farinha e recita o encantamento sag.ba sag.ba e o encantamento tummu bītu (" A casa é prejudicada "). Ocorre em um namburbi executado durante a preparação para cavar um novo poço e anexado à tabuinha dezessete da série Šumma ālu. É incorporado aos rituais Kettledrum , onde o círculo de farinha envolve o touro cuja pele deve formar a pele do tambor. O encipit én sag.ba sag.ba também aparece na tábua ritual Muššu'u: 233, linha trinta e oito.
O círculo é racionalizado em comentários como representando certas divindades protetoras, LUGAL.GIR.RA e Meslamtae'a de acordo com um. Em outros rituais, um círculo pode ser pintado com cal ou tinta escura em ambos os lados de uma porta para fins apotropaicos. A escolha da farinha foi crucial para o propósito do ritual, com šemuš -farinha reservada (níĝ-gig) para repelir fantasmas, farinha de trigo para rituais que invocam deuses pessoais e šenuḫa- cevada para cercar camas, presumivelmente para combater demônios transmissores de doenças.

No ritual contra juramentos quebrados, um catálogo de Aššur fornece os incipits das duas tabuinhas como én (abreviatura para én é- nu -ru) sag-ba sag-ba e én sag-ba min sil 7 -lá-dè.: 231 A linha cólofon do primeiro destes comprimidos, o qual foi recuperado, lê KA-INIM -ma Zi-sur -ra NIG-Hul-gal BÚR.RU.DA -kam. O texto descreve medidas para repelir, impedir ou aprisionar demônios, como prendê-los em uma cuba de fermentação coberta.

## Publicações Primárias
- G. Barton, H. C. Rawlinson (1875). The Cuneiform Inscriptions of Western Asia; Vol. IV: A Selection from the Miscellaneous Inscriptions of Assyria et Bd. [S.l.]: R. E. Bowler pl. 16 no. 1
- R. Campbell Thompson (1903). Cuneiform Texts from Babylonian Tablets, &c. in the British Museum, Part 17. [S.l.: s.n.] pl. 34–36, line-art.
- R. Campbell Thompson (1904). «The tablet of the Ban; tablet "V"». The devils and evil spirits of Babylonia, vol II. [S.l.]: Luzac and co. pp. 118–125 transliteration, translation.
- H. Zimmern (1914). «Die Beschwörung "Bann, Bann" (sag-ba sag-ba)». Zeitschrift für Assyriologie und Vorderasiatische Archäologie. 28: 75–80. doi:10.1515/zava.1914.28.1.75
- Gerhard Meier (1936–1937). «Keilschrifttexte nach Kopien von T. G. Pinches. Aus dem Nachlass veröffentlicht und bearbeitet». Archiv für Orientforschung. 11: 365–367. JSTOR 41634968 transliteration, translation
- W. H. Ph. Römer (1989). «Eine Beschwörung gegen den 'Bann'». In:  H. Behrens; D. Loding; M. T. Roth. DUMU-E2-DUB-BA: Studies in Honor of Åke W. Sjöberg. [S.l.: s.n.] pp. 465–479
- W. Schramm (2001). Bann, Bann! Eine sumerisch-akkadische Beschwörungsserie. [S.l.]: Gottingen: Seminar fur Keilschriftforschung. pp. 20–72 text: A1.